# Juan Vargas (Squashspieler)
Juan Camilo Vargas Heredia (* 18. April 1994 in Bogotá) ist ein kolumbianischer Squashspieler.

## Karriere
Juan Vargas studierte am Trinity College in den Vereinigten Staaten und spielte in der College-Mannschaft der Universität.
Bei den Panamerikanischen Spielen gewann er 2015 an der Seite von Andrés Herrera die Goldmedaille im Doppel. 2019 sicherte er sich in Lima mit der Mannschaft die Bronzemedaille. 2017, 2022 und 2024 wurde er mit Herrera im Doppel Panamerikameister. Darüber hinaus gewann er von 2022 bis 2024 dreimal in Folge mit der Mannschaft den Titel, während er 2022 und 2023 im Einzel Vizemeister wurde. Seine höchste Platzierung in der Weltrangliste erreichte er mit Rang 36 am 2. Juni 2025. Er gewann bislang acht Titel auf der PSA World Tour. Mit der kolumbianischen Nationalmannschaft nahm er an den Weltmeisterschaften 2019 und 2024 teil. Bei den Panamerikanischen Spielen 2023 in Santiago de Chile gewann Vargas sowohl mit Ronald Palomino im Doppel als auch mit der Mannschaft die Goldmedaille.

## Erfolge
- Vizepanamerikameister: 2022, 2023
- Panamerikameister im Doppel: 3 Titel (2017, 2022, 2024)
- Panamerikameister mit der Mannschaft: 3 Titel (2022–2024)
- Gewonnene PSA-Titel: 8
- Panamerikanische Spiele: 3 × Gold (Doppel 2015 und 2023, Mannschaft 2023), 1 × Bronze (Mannschaft 2019)
- Südamerikaspiele: 1 × Gold (Doppel 2022), 1 × Silber (Einzel 2018), 4 × Bronze (Doppel und Mannschaft 2018, Einzel und Mannschaft 2022)
- Zentralamerika- und Karibikspiele: 4 × Silber (Doppel 2014 und 2018, Mannschaft 2014 und 2018)